# 彼得·库欣
彼得·库欣OBE （英語：Peter Wilton Cushing，1913年5月26日—1994年8月11日），男，萨里郡肯利人，英国演员，因演出咸馬公司（Hammer Film Productions）的多部作品而出名，其中包括《科学怪人的诅咒》中英俊但不幸的科学家和吸血鬼猎人凡赫辛等，並在其中多次與克里斯多夫·李合作，另外晚期還演出了《星際大戰》中的塔金星區長一角，並在他過世二十二年後的2016年，於外傳電影《俠盜一號》中以CGI方式重現大銀幕。